# Blackwater River (Cork/Waterford) SAC
Blackwater River (Cork/Waterford) SAC este o arie protejată (sit de importanță comunitară — SCI) din Irlanda întinsă pe o suprafață de 10.145,32 ha, integral pe uscat.

## Localizare
Centrul sitului Blackwater River (Cork/Waterford) SAC este situat la coordonatele 52°08′26″N 8°23′52″W / 52.1406°N 8.3977°V.

## Înființare
Situl Blackwater River (Cork/Waterford) SAC a fost declarat sit de importanță comunitară în ianuarie 2002 pentru a proteja 36 de specii de animale.

## Biodiversitate
Situată în ecoregiunea atlantică, aria protejată conține 9 habitate naturale: Estuare, Terase mlăștinoase și terase nisipoase neacoperite de apă la reflux, Vegetație perenă pe țărmurile stâncoase, Salicornia și alte specii anuale care populează regiunile mlăștinoase și nisipoase, Pășuni atlantice udate de apa mării (Glauco-Puccinellietalia maritimae), Pășuni mediteraneene udate de apa mării (Juncetalia maritimi), Cursuri de apă de la nivel de câmpie la nivel montan, cu vegetație Ranunculion fluitantis și Callitricho-Batrachion, Păduri de stejar sesil bătrân cu Ilex și Blechnum în Insulele Britanice, Păduri aluvionare cu Alnus glutinosa și Fraxinus excelsior (Alno-Padion, Alnion incanae, Salicion albae).
La baza desemnării sitului se află mai multe specii protejate:
- păsări (27): lăcar-de-lac (Acrocephalus scirpaceus), pescăruș albastru (Alcedo atthis), rață lingurar (Anas clypeata), rață pitică (Anas crecca), rață fluierătoare (Anas penelope), rață mare (Anas platyrhynchos), pietruș (Arenaria interpres), Bucephala clangula, fugaci de țărm (Calidris alpina), Calidris canutus, prundaș gulerat mare (Charadrius hiaticula), lebădă de iarnă (Cygnus cygnus), egretă mică (Egretta garzetta), șoim călător (Falco peregrinus), becațină comună (Gallinago gallinago), scoicar (Haematopus ostralegus), pescăruș negricios (Larus fuscus), pescăruș râzător (Larus ridibundus), sitar de mal nordic (Limosa lapponica), sitar de mâl (Limosa limosa), culic mare (Numenius arquata), cormoran mare (Phalacrocorax carbo), ploier auriu (Pluvialis apricaria), ploier argintiu (Pluvialis squatarola), călifar alb (Tadorna tadorna), fluierarul cu picioare roșii (Tringa totanus), nagâț (Vanellus vanellus)
- mamifere (1): vidră de râu (Lutra lutra)
- nevertebrate (2): Austropotamobius pallipes, Margaritifera margaritifera
- pești (6): Alosa alosa, Alosa fallax, Lampetra fluviatilis, cicar (Lampetra planeri), Petromyzon marinus, somonul (Salmo salar)

Pe lângă speciile protejate, pe teritoriul sitului au mai fost identificate 3 specii de plante, 5 specii de păsări, 1 specie de amfibieni, 9 specii de mamifere, 2 specii de nevertebrate.